# L'Èrm (Alta Garona)
L'Èrm(francès Lherm) és un municipi del departament francès de l'Alta Garona, a la regió d'Occitània.

## Agermanament
- Vinaceite, Aragó